# 鄺健銘
鄺健銘，香港歷史、政治學者，專研香港近代史。早年就讀皇仁書院，後來入讀香港中文大學政治及行政系，畢業後於新加坡國立大學李光耀公共政策學院從事研究工作。

## 著作
- 《港英時代--英國殖民管治術》
- 《雙城對倒：新加坡模式與香港未來》

## 外部連結
- 《港英時代（增修版）》 （页面存档备份，存于）
- 《雙城對倒》 （页面存档备份，存于）